# Elijah Dart
Elijah Dart (12 tháng 3 năm 1880 – 1954) là một cầu thủ bóng đá người Anh thi đấu ở vị trí wing half.